# Maison Bruchsteiner
La maison Bruchsteiner (en hongrois : Bruchsteiner-ház) est un édifice situé dans le 7e arrondissement de Budapest.